# Volksbewegung
Die Volksbewegung (arabisch الحركة الشعبية, DMG al-Ḥaraka aš-šaʿbiyya, marokkanisches Tamazight ⴰⵎⵓⵙⵙⵓ ⴰⵖⵔⴼⴰⵏ Amussu Aɣrfan, französisch Mouvement populaire) ist eine royalistische Partei in Marokko.

## Geschichte
Die MP wurde im Jahre 1957 von dem Berber-Stammesführer Mahjoubi Aherdane mit Hilfe von Abdelkrim al-Khatib gegründet, der später selbst eine Splitterpartei (Mouvement populaire démocratique et constitutionnel) gründete, die zur Partei für Gerechtigkeit und Entwicklung (PJD) wurde. Die Volksbewegung war bei ihrer Gründung eine ländliche, konservativ und tribal orientierte Partei, die bedingungslos die Monarchie unterstützte und versuchte, die nationalistische Istiqlal-Partei zu schwächen. Obwohl die Partei vorwiegend von Tamazight-(„Berberisch“)-Sprechern gewählt wird, hat sie keine ausdrückliche Berber-Programmatik entwickelt.
Die derzeitige Partei besteht seit dem 25. März 2006 aus der Hauptpartei, die ihren Namen beibehielt, und aus zwei in die Volksbewegung fusionierten Splitterparteien, die Nationale Volksbewegung (Mouvement National Populaire, al-Ḥaraka al-waṭaniyya aš-šaʿbiyya) und die Demokratische Union (Union démocratique).
Die Partei ist Vollmitglied der Liberalen Internationalen, zu welcher sie bei deren Kongress in Dakar 2003 beitrat. Ihr Wahlsymbol ist ein Dolch.
Bei der Parlamentswahl 2002 gewann die Partei 27 der insgesamt 325 Sitze in der Repräsentantenversammlung. Sie verbesserte ihren Stand bei der nächsten Parlamentswahl, abgehalten am 7. September 2007, indem sie 41 der 325 Sitze errang. Bei der Parlamentswahl 2011 fiel sie auf 7,5 % der Stimmen und 32 der nun 395 Sitze zurück, und weiter auf 6,9 % und 27 Sitze bei der Wahl 2016.

## Liste der Generalsekretäre (Parteivorsitzenden)
- Mahjoubi Aherdane (1957–1986)
- Mohand Laenser (ab 1986)

## Wahlergebnisse
| Wahlergebnisse Nationalversammlung im Parlament (1957–2016) | Wahlergebnisse Nationalversammlung im Parlament (1957–2016) | Wahlergebnisse Nationalversammlung im Parlament (1957–2016) |
| Jahr                                                        | Stimmenanteil                                               | Sitze                                                       |
| ----------------------------------------------------------- | ----------------------------------------------------------- | ----------------------------------------------------------- |
| 1963 1                                                      | 47,90 %                                                     | 69/144gewonnen                                              |
| 1970                                                        | 25,00 %                                                     | 60/240                                                      |
| 1977                                                        | 16,67 %                                                     | 44/264                                                      |
| 1984                                                        | 15,36 %                                                     | 47/306                                                      |
| 1993                                                        | 15,32 %                                                     | 51/333                                                      |
| 1997                                                        | 12,3 %                                                      | 40/325                                                      |
| 2002                                                        | 8,0 %                                                       | 27/325                                                      |
| 2007                                                        | 9,3 %                                                       | 41/325                                                      |
| 2011                                                        | 7,5 %                                                       | 32/395                                                      |
| 2016                                                        | 6,9 %                                                       | 27/395                                                      |